# Thủ dâm hậu môn

Cơ quan sinh dục nam

Thủ dâm hậu môn là kích thích hậu môn và trực tràng bằng tay nhằm tạo ra khoái cảm. Ở người, phương pháp thường thấy là kích thích lỗ hậu môn bằng tay và đưa một hay nhiều vật như ngón tay, nắm tay, vật hình dương vật hoặc đồ chơi tình dục như anal bead, butt plug, dương vật giả, bộ rung hoặc dụng cụ mát-xa tuyến tiền liệt.

## Phương pháp
Khoái cảm có thể bắt nguồn từ thủ dâm hậu môn do các đầu dây thần kinh ở vùng hậu môn và trực tràng.
Ở nam giới, chức năng cực khoái thông qua cơ quan sinh dục phụ thuộc một phần vào hoạt động lành mạnh của các cơ trơn xung quanh tuyến tiền liệt và cơ sàn chậu. Thủ dâm hậu môn có thể đặc biệt gây thích thú với những người có tuyến tiền liệt hoạt động vì nó thường kích thích khu vực này, nơi cũng chứa các đầu dây thần kinh nhạy cảm. Một số đàn ông nhận thấy chất lượng cực khoái của họ được tăng cường đáng kể bằng cách sử dụng phích cắm mông hoặc vật dụng khác được đưa vào trong khi hoạt động tình dục. Đó là điển hình cho một người đàn ông không đạt được cực khoái như một đối tác tiếp nhận chỉ từ quan hệ tình dục qua đường hậu môn.
Một số phụ nữ cũng có thực hành thủ dâm hậu môn. Alfred Kinsey trong "Hành vi tình dục ở nữ giới" đã ghi lại rằng "Vẫn còn [là] các kỹ thuật thủ dâm khác thường được sử dụng thường xuyên hoặc đôi khi được sử dụng bởi khoảng 11% phụ nữ trong tổng số mẫu... Các loại vật đưa vào hậu môn đều đã được sử dụng." 
Vì lý do vệ sinh, đồ vật dùng để thụt rửa hậu môn, có thể được thực hiện trước khi thủ dâm hậu môn nếu muốn, kích thích tình dục bằng đồ dùng thụt rửa được gọi là klismaphilia.
Các vật thường được đưa vào hậu môn bao gồm phích cắm hậu môn, hạt hậu môn, dương vật giả, máy rung và ngón tay.

## An toàn
Đưa vật lạ vào hậu môn không phải là không có nguy hiểm. Khu vực này rất mỏng manh, thành ruột không cảm thấy đau và đối với các vật bị đẩy quá xa, phẫu thuật có thể cần thiết để loại bỏ (ngay cả khi không có tổn thương). Phương pháp thủ dâm hậu môn không an toàn sẽ gây hại và tạo ra nguy hiểm tiềm năng cần đến phòng cấp cứu bệnh viện. Tuy nhiên, thủ dâm hậu môn có thể được thực hiện một cách an toàn hơn bằng cách đảm bảo ruột già được làm trống trước khi bắt đầu, hậu môn và trực tràng được bôi trơn đầy đủ và thư giãn trong suốt thời gian thủ dâm, và vật được chèn không có kích thước quá lớn.

### Các vật đưa vào

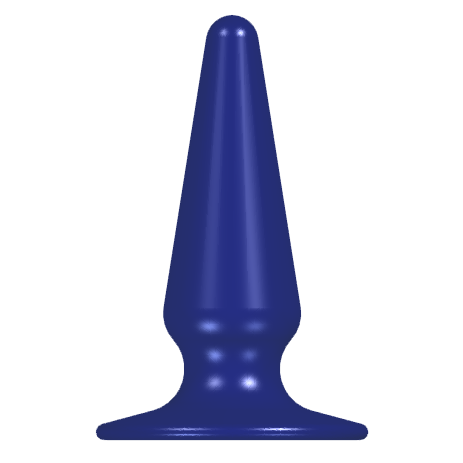
Phích cắm hâu môn thường có đế loe và không có đường ba via.

Một số vật kích thích hậu môn có chủ ý tạo gân hoặc có dạng sóng để tăng khoái cảm và mô phỏng giao hợp. Kích thích trực tràng bằng một vật nhọn hoặc ngón tay (với mục đích kích thích y tế nhu động ruột hoặc các lý do khác) có thể dẫn đến rách thành trực tràng, đặc biệt là nếu móng tay không được cắt sát. Rau củ quả có các cạnh gồ ghề và hầu hết có vi sinh vật trên bề mặt, và do đó có thể dẫn đến nhiễm trùng nếu không được khử trùng trước khi sử dụng.

### Rủi ro liên quan đến chảy máu
Chấn thương nhỏ gây chảy máu trực tràng gây ra rủi ro có thể đo lường được, và thường cần điều trị. Chấn thương có thể được ngăn chặn bằng cách chấm dứt kích thích hậu môn ở bất kỳ dấu hiệu chấn thương, chảy máu hoặc đau. Mặc dù chảy máu nhỏ có thể tự dừng lại, nhưng những người bị thương nặng, vấn đề đông máu hoặc các yếu tố y tế khác có thể phải đối mặt với nguy cơ nghiêm trọng và cần được chăm sóc y tế.
Chảy máu kéo dài hoặc nặng có thể chỉ ra một tình huống đe dọa tính mạng, vì thành ruột có thể bị tổn thương, dẫn đến tổn thương bên trong khoang phúc mạc và viêm phúc mạc, có thể gây tử vong. Cẩn thận sử dụng dụng cụ không có cạnh sắc hoặc bề mặt gồ ghề sẽ có nguy cơ gây hại thấp hơn đối với thành ruột non.  
Việc điều trị cho chảy máu kéo dài hoặc nặng sẽ cần đến phòng cấp cứu để soi đại tràng sigma và cauterization để tránh mất máu thêm. Ngoài khối lượng máu bị mất vào trực tràng, các dấu hiệu dễ nhận thấy khác là cần can thiệp y tế khẩn cấp do mất máu là nhịp tim tăng cao, cảm giác yếu hoặc ngất và mất khoái cảm từ thủ dâm.